# Le Sacre d'Édouard VII
 (juillet 2025).
Pour plus de détails, voir Fiche technique et Distribution.
Le Sacre d'Édouard VII ou The Coronation of Edward VII est un court métrage de Georges Méliès et de Charles Urban sorti en 1902 au début du cinéma muet.

## Synopsis

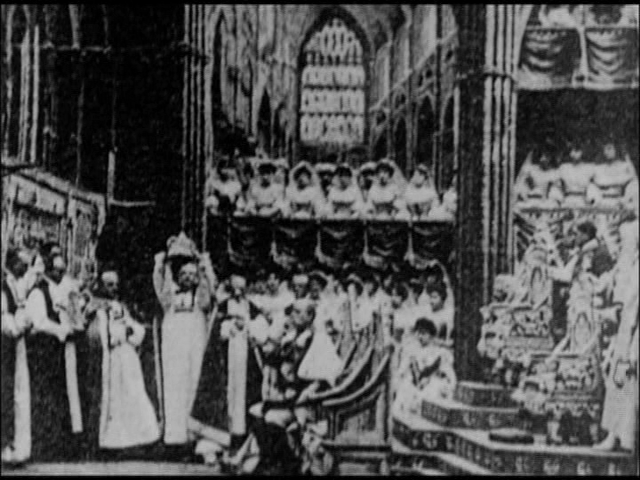
Le couronnement du roi.

Édouard VII et Alexandra sont couronnés dans l'abbaye de Westminster le 9 août 1902 par l'archevêque de Cantorbéry Frederick Temple. Le film en est la reconstitution.